# Eumesocampa
Eumesocampa és un gènere de diplurs de la família Campodeidae. Hi ha 2 espècies descrites a Eumesocampa.

## Taxonomia
Aquestes 2 espècies pertanyen al gènere Eumesocampa:
- Eumesocampa danielsi Silvestri, 1933 i c g
- Eumesocampa lutzi Silvestri, 1933 i c g

Fonts de les dades: i = ITIS, c = Catalogue of Life, g = GBIF, b = Bugguide.net